# Berberiego
Berberiego es un despoblado que actualmente forma parte del concejo de San Vicente de Arana, que está situado en el municipio de Valle de Arana, en la provincia de Álava, País Vasco (España).

## Toponimia
A lo largo de los siglos ha sido conocido con los nombres de Berberiego y Ververiego.

## Historia
Documentado desde el siglo XII, el despoblado fue una población de cierta importancia entre los siglos XII y XIII, siendo la cabeza de uno de los cuatro arcedianatos en los que se dividía la diócesis de Calahorra. Sus habitantes estaban sometidos al dominio señorial y sujetos al pago de tributos y servidumbre a sus señores, por lo que a finales del siglo XIII o principios del XIV, para escapar de esos abusos, decidieron abandonar en masa la población y establecerse unos kilómetros hacia el sur en territorio de realengo, donde constituyeron bajo protección real una nueva población en torno a una iglesia o ermita prexistente, la iglesia de San Vicente. Este traslado fue realizado con la aquiescencia del rey Fernando IV durante su reinado (1295-1312), de tal manera que hacia 1257 solo quedaba una casa habitada en Berberiego y para 1326 se hallaba despoblada.

## Patrimonio
Ermita de San Esteban (desaparecida).